# П38
П38 (паровоз 38-го проекта — заводское обозначение) — опытная серия из четырёх грузовых паровозов, выпущенных в СССР на Коломенском заводе в 1954-55 годах. Самый тяжёлый паровоз в истории советского паровозостроения (а с учётом веса тендера — в истории всех советских локомотивов).
«П38» — заводское обозначение опытного грузового сочленённого паровоза типа 1-4+4-2, системы «простой Малле» с машиной простого действия (однократного расширения пара). Является облегчённым однотипным вариантом американского паровоза «Йеллоустоун» («Yellowstone»).

## История создания
К 1950-м годам масса поездов на советских железных дорогах существенно возросла, что часто требовало применения двойной тяги. Требовались локомотивы гораздо мощнее, нежели эксплуатировавшиеся в то время паровозы типа 1-5-1 серии ФД. Поэтому в 1951 году Коломенский завод и ВНИИЖТ разработали эскизные проекты грузовых сочленённых паровозов типов 1-4-0+0-4-1 и 1-4-0+0-4-2. Необходимость постройки сочленённого типа объяснялось тем, что мощность и сила тяги паровоза в жёсткой раме ограничена нагрузкой от движущих осей на рельсы, которая ограничена конструкцией железнодорожного пути, и числом этих осей, количество которых ограничивается по условиям вписывания локомотива в кривые (достаточно вспомнить экспериментальный паровоз АА с семью движущими осями в одной раме, который был создан на основе ошибочных представлений о перспективах развития советских мощных паровозов и в итоге был признан технической ошибкой). В то же время, в середине 1930-х годов в Северной Америке благодаря развитию системы пароперегрева получили распространение паровозы сочленённого типа системы Малле с паровыми машинами однократного расширения пара, что обеспечило их развитие в направлении увеличения быстроходности. Из категории тихоходных «толкачей» они перешли в категорию мощных быстроходных линейных локомотивов. 
В конце 1930 годов североамериканские паровозы типа 2-3+3-2 «Челенджер» успешно заменили паровозы типа 2-6-1 в ускоренных грузовых поездах. В 1930 году во время продолжительной загранкомандировки в составе Комиссии ВСНХ СССР Л. С. Лебедянский, в то время ещё рядовой конструктор, имел возможность ознакомиться с производством мощных сочленённых паровозов на заводе АЛКО. Однако возможность приступить к разработке сочленённых паровозов для сети дорог СССР предоставилась главному конструктору Л. С. Лебедянскому только в послевоенный период. С учётом накопленного опыта проектирования опытного паровоза типа 1-3+3-1, проект «П34», главный конструктор Л. С. Лебедянский возлагал на новый проект большие надежды.
Для разработки рабочего проекта был выбран тип 1-4-0+0-4-2. ВНИИЖТ рекомендовал нагрузку от осей на рельсы принять равной 23 т, однако инженеры Коломенского завода приняли её в 20 т (сцепной вес при этом составлял 160 т), так как при этом обеспечивалось более широкое распространение паровоза на сети дорог. При осевой нагрузке 20 т паровоз мог работать на всех магистралях где эксплуатировались паровозы серии ФД, а при осевой нагрузке 23 т, только на участках с рельсами типа «I-а» или «Р-50». Рабочий проект был выполнен конструкторским бюро Коломенского завод под руководством главного конструктора Лебедянского Л. С. и инженера Сулимцева И. И., а в декабре 1954 года Коломенский завод выпустил два опытных паровоза П38-0001 и П38-0002. Внешне эти паровозы отличались конструктивным исполнением дымоотбойных устройств, расположенных на дымовой камере котла.

### Конструкция

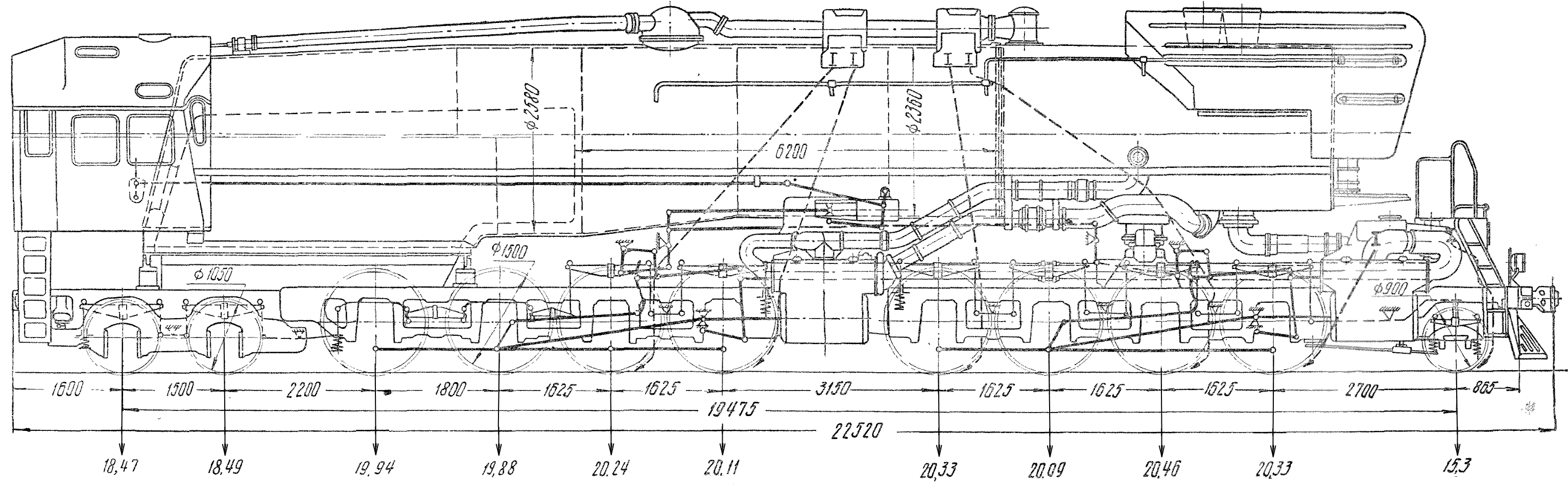
Основные размеры паровоза

Паровозы П38 представляют собой по конструкции сочленённый паровоз системы Малле. Его одноосная бегунковая тележка по конструкции была аналогична тележкам паровозов ФД, СО, Л, а рессорное подвешивание было трёхточечным, по типу подвешивания паровоза П34. Паровоз был оборудован коническими роликовыми буксовыми подшипниками, увеличителями сцепного веса, механическими углеподатчиками, а также дымоотводными щитами (исключают попадание дыма в будку машиниста). Для уменьшения потерь пара шаровые соединения паропроводов были исключены, а сами паропроводы были сделаны гибкими. Паровоз был также оборудован пароперегревателем типа Л40.

## Судьба паровозов
В конце января 1955 года один из паровозов был отправлен на Красноярскую железную дорогу, для опытных поездок с поездами на трудном по профилю участке в условиях суровых сибирских морозов. В том же году Коломенский завод выпустил ещё два паровоза — П38-0003 и П38-0004.
В феврале 1956 года на XX съезде Коммунистической партии Советского Союза было принято решение о прекращении дальнейшего строительства паровозов и широком внедрении тепловозов и электровозов. В связи с этим все испытания паровозов были прекращены, а в 1959 году все четыре паровоза П38 были переданы предприятиям Белгородского Совнархоза, где их использовали в качестве котельных. До настоящего времени ни одна машина этой серии не сохранилась.
В видеоигре Metro Exodus данный паровоз использовался как прототип для локомотива под названием "Аврора".